# Frederiksplein (Amsterdam)

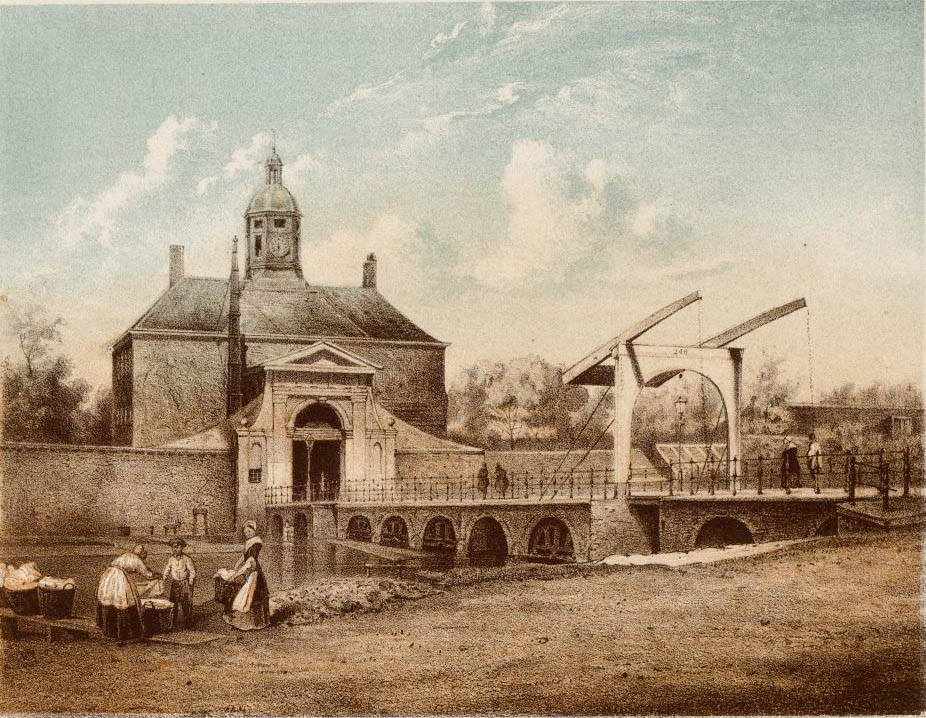
De Utrechtsepoort stond van halverwege de 17e eeuw tot halverwege de 19e eeuw op de plaats waar later het Paleis voor Volksvlijt stond en nu De Nederlandsche Bank.

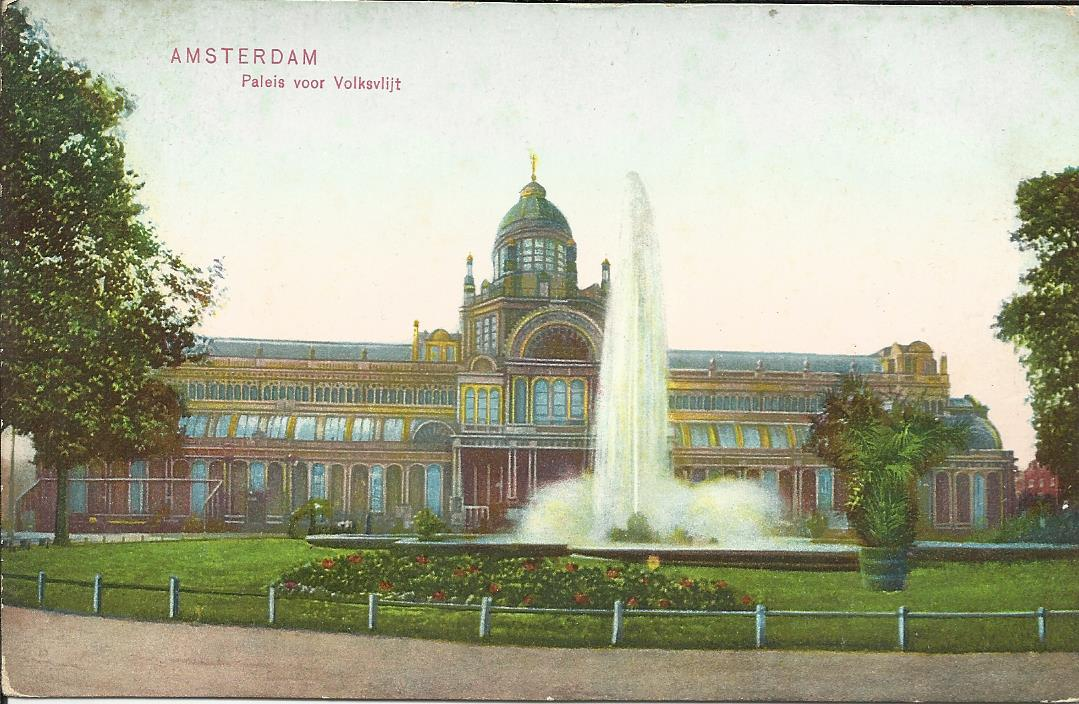
Het Paleis voor Volksvlijt met de fontein op het Frederiksplein.

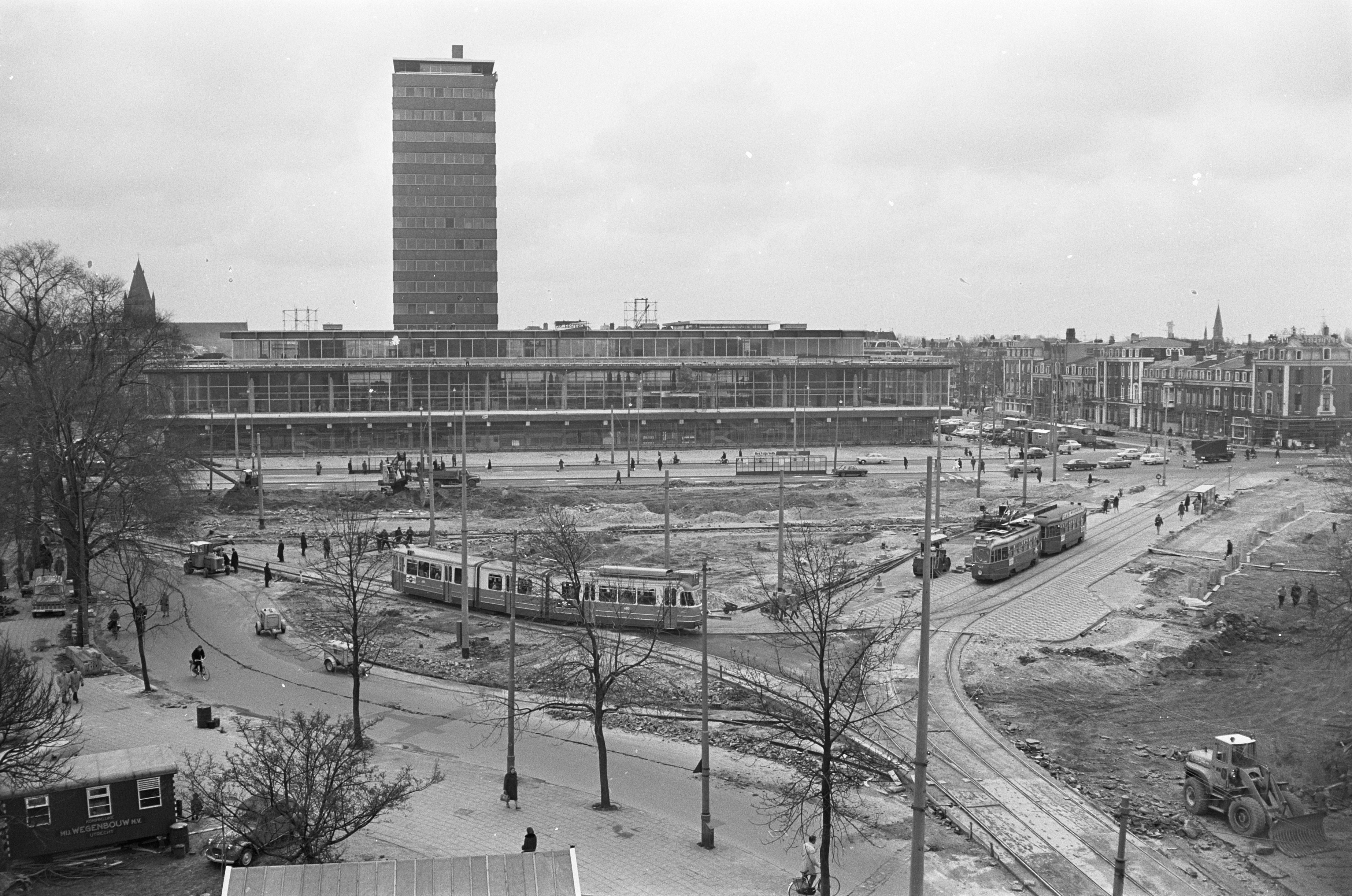
Het Frederiksplein na de herinrichting in 1967

Het Frederiksplein is een plein in Amsterdam-Centrum.

## Ligging en geschiedenis
Het ligt in het verlengde van de Utrechtsestraat, tussen de Weteringschans en de Sarphatistraat. De ruimte is al te zien op een kaart van de Vierde uitleg uit 1679 met de vervolmaking van een stuk grachtengordel tot aan de Amstel. Ze lag toen tussen de Achtergracht in het noorden en de Singelgracht in het zuiden. Aan de Singelgracht stond tot omstreeks 1850 de 17e-eeuwse Utrechtsepoort. In de 18e eeuw waren er een ossenmarkt, een varkensmarkt, en een kazerne aan het plein, aldus de kaart van Gerrit de Broen van eind 18e eeuw. Het plein werd gebruikt als exercitieterrein, en heette daarom het Drilveld. Ook lag er van 1755 tot 1838 een ijskelder. In 1806 steeg de luchtballon van Charles-Henri Augustin er op.
In 1864 verrees op het plein het Paleis voor Volksvlijt, geopend door Prins Frederik, oom van Koning Willem III. In mei 1870 werd het plein naar hem vernoemd. Tot 1968 was het plein een rotonde voor het verkeer.

## Gebouwen
De bebouwing en ook inrichting van het plein is gedurende de jaren constant aangepast. Aan het plein staat naast een aantal relatieve nieuwbouwcomplexen een aantal gemeentelijke en rijksmonumenten nog stammend uit de begintijd van het plein. Deze bevinden zich met name aan de noordzijde van het plein:
- huisnummer 2 (rijksmonument)
- huisnummer 10 (rijksmonument)
- huisnummer 12 (rijksmonument)
- huisnummers 16-18 (gemeentelijke monument)
- huisnummer 20 (gemeentelijke monument)
- huisnummer 24 (gemeentelijke monument)
- huisnummer 26 (gemeentelijke monument)
- huisnummer 28 (gemeentelijke monument)
- huisnummer 34 (gemeentelijke monument)
- huisnummer 38 (gemeentelijke monument)
- huisnummer 40 (gemeentelijke monument)
- huisnummer 52 (gemeentelijke monument)
- huisnummer 54 (gemeentelijke monument)
- huisnummers 47-49 (gemeentelijke monument)
- huisnummer 51 (gemeentelijke monument)

Een gebouw dat zeker tot monument was bestempeld was het Paleis voor Volksvlijt, ontworpen door Cornelis Outshoorn en gebouwd tussen 1855 en 1864. De naamgever van het plein zette zich in voor de bouw van dit bouwwerk dat met zijn vele glas geïnspireerd was op het in 1851 voor de Londense wereldtentoonstelling gebouwde Crystal Palace. Nadat het was opgeleverd werd het in 1881 nog uitgebreid met een tuin, galerijen en woonblokken naar een ontwerp van Dolf van Gendt. In de nacht van 18 op 19 april 1929 werd het Paleis voor Volksvlijt door brand verwoest. De galerij bleef grotendeels gespaard en werd gehandhaafd. In die galerij bevonden zich woningen en winkels, en een zaaltje dat na de oorlog onder meer werd gehuurd door de vereniging Wie Eegie Sanie. Ook Circus Elleboog was in de galerij gevestigd. In 1939 werd op de plaats van het afgebrande Paleis de tentoonstelling 'De Trein 1839-1939' gehouden ter gelegenheid van het eeuwfeest van de Nederlandse Spoorwegen. In 1960 werd ook de galerij afgebroken om plaats te maken voor het gebouw van de De Nederlandsche Bank. Dat gebouw, ontworpen door architect Marius Duintjer werd in 1968 opgeleverd en kreeg het vanaf het begin flink te verduren van critici. Het wordt al vanaf oplevering in Amsterdam gezien als een van de lelijkste gebouwen van de stad. Daar kon een uitbreiding in 1991 ontworpen door architect Jelle Abma geen verandering inbrengen. Het uiterlijk leverde de gebouwen de bijnaam "Lucifersdoosje en de aansteker" op. Eens in de zoveel jaar waren er plannen om de gebouwen af te breken en te vervangen door een nieuw Paleis voor Volksvlijt, in 2018 werd een grote renovatie van het kantoor aangekondigd waarbij de ronde toren weer zou verdwijnen en de oorspronkelijke toren naar verwachting medio 2024 weer kan worden gebruikt.
Een vermelding verdient tevens een in vele ogen mooie fontein die het plein ten tijde van het paleis sierde. Die fontein werd tijdens de bouw van De Nederlandsche Bank en bijbehorende herinrichting van het plein afgebroken. De Nederlandsche Bank schonk bij de opening van het gebouw een nieuwe fontein aan de stad. Deze is daarom net zo modern als het gebouw zelf.

## Kunst
In en om het plein is een aantal kunstwerken te zien:
- 1970: Ter herinnering aan Anthony Winkler Prins van André Volten; bijnaam de Knakenpaal
- 1971: Monument voor de te jong gevallen boom van André van der Linden
- 1993: Hekwerk De Nederlandsche Bank van Peter Struycken, grotendeels verwijderd in de periode 2021-2023
- 2010: Monument Walraven van Hall van Fernando Sánchez Castillo
- 2015: Manenschaap van Pieter d'Hont
- 2015: Totempaal van Alphons Freijmuth
- 2021-2023: Tijden van groei van Femke Beers, Manon Poliste, Suzan Hijink

Aan de zuidkant van het plein hing aan de gevel van De Nederlandsche Bank enige tijd het beeld La demeure humaine van Ossip Zadkine, dat beeld verhuisde eerst naar een binnenplein en in 1990 naar de ingang van het gebouw aan Westeinde.

## Openbaar vervoer
Het Frederiksplein lag op de route van de eerste paardentramlijn in Amsterdam die op 3 juni 1875 ging rijden op de route Leidseplein – Plantage. In 1904 verscheen de elektrische tram op de route Weteringschans – Sarphatistraat (lijn 10 van 1904-2018) en in de Utrechtsestraat (lijnen 5 en 11). In de loop van de jaren hebben vele tramlijnen het plein aangedaan. Tramlijn 7 reed van 1970-1977
in verband met de metroaanleg om via de van Woustraat. Staduitwaarts bestond een enkele boog van de Weteringschans naar het Westeinde maar stadinwaarts niet waardoor de tram het gehele Frederiksplein moest driehoeken met een viertal afbuigingen. Pas later werd er ook een boog stadinwaarts van het Westeinde naar de Sarphatistraat aangelegd. Buslijn 56 reed van 1970-1977 langs het plein terwijl buslijn 60 van de Flevodienst van 1976-1984 zijn standplaats had op het Westeinde/Frederiksplein naast De Nederlandsche Bank.
Sinds 22 juli 2018 rijden de tramlijnen 1, 4, 7 en 19 langs het plein met haltes in de onmiddellijke nabijheid van of op het plein. Lijn 4 is de enige lijn die het plein van noord naar zuid passeert; de andere rijden van west naar oost. Sinds 8 december 2023 heeft lijn 24 zijn eindpunt op het plein dat wordt gerond.

## Afbeeldingen

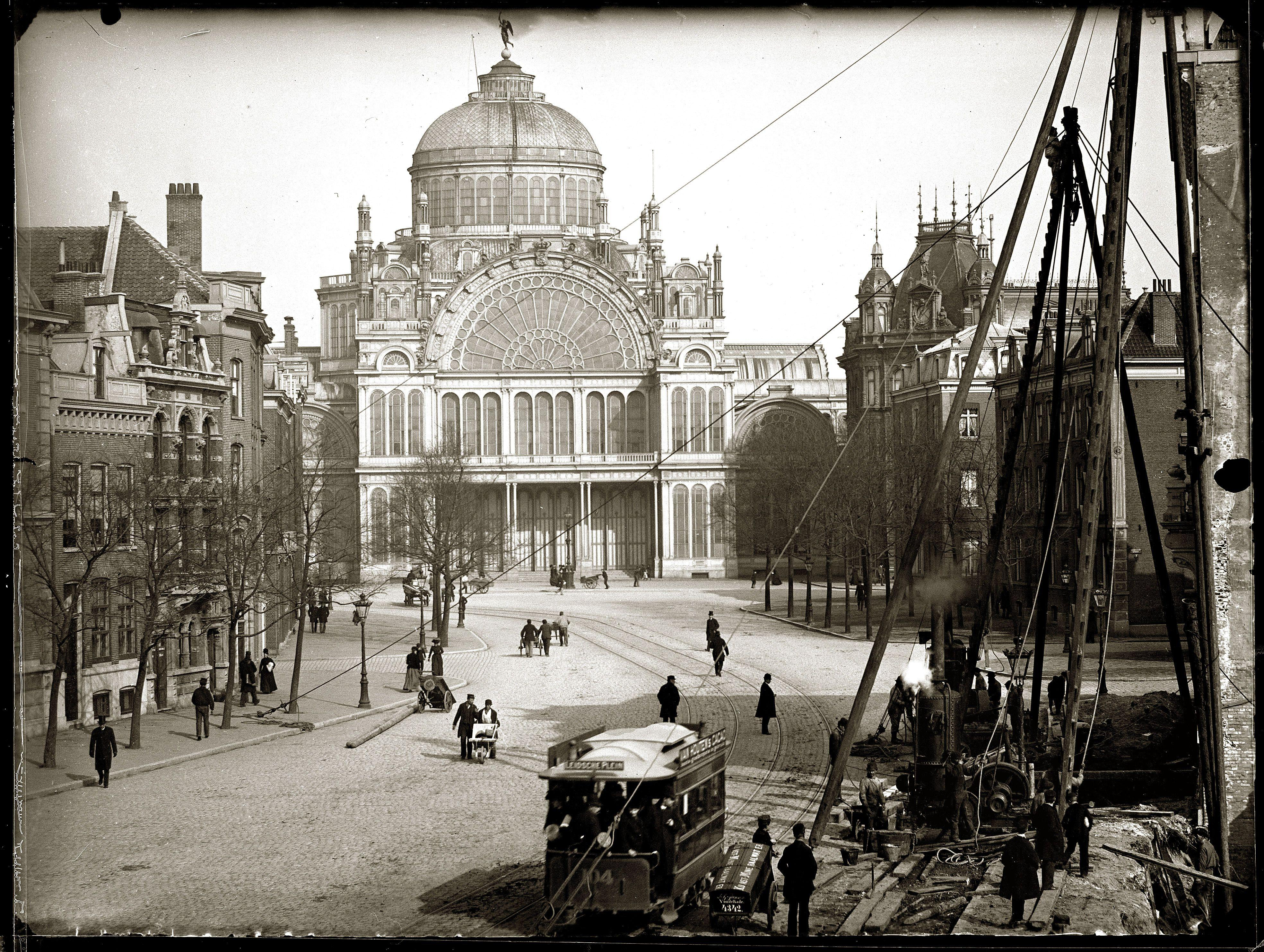
Het Paleis voor Volksvlijt in 1892. Foto: Jacob Olie.
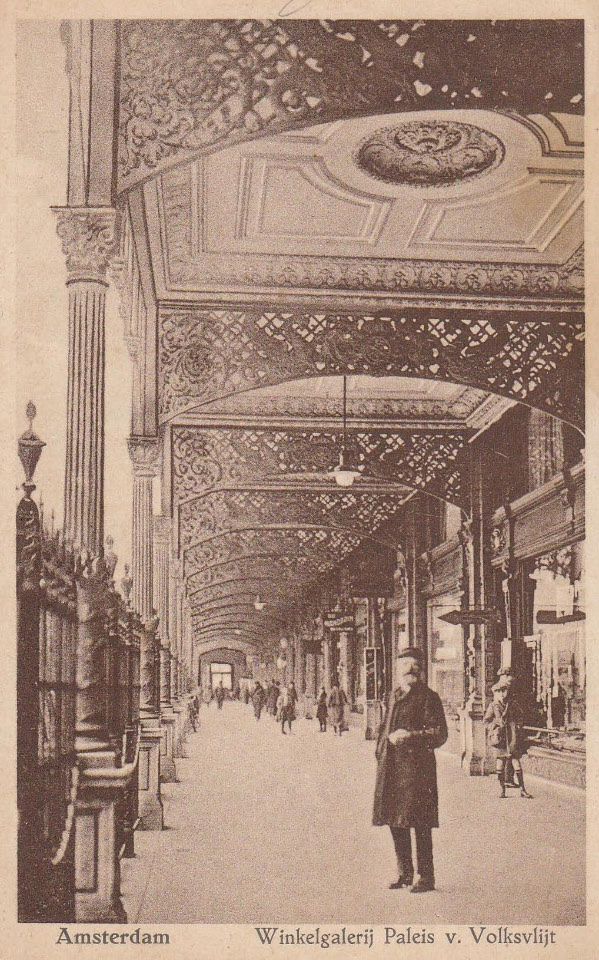
Galerij van het Paleis voor Volksvlijt; circa 1900.
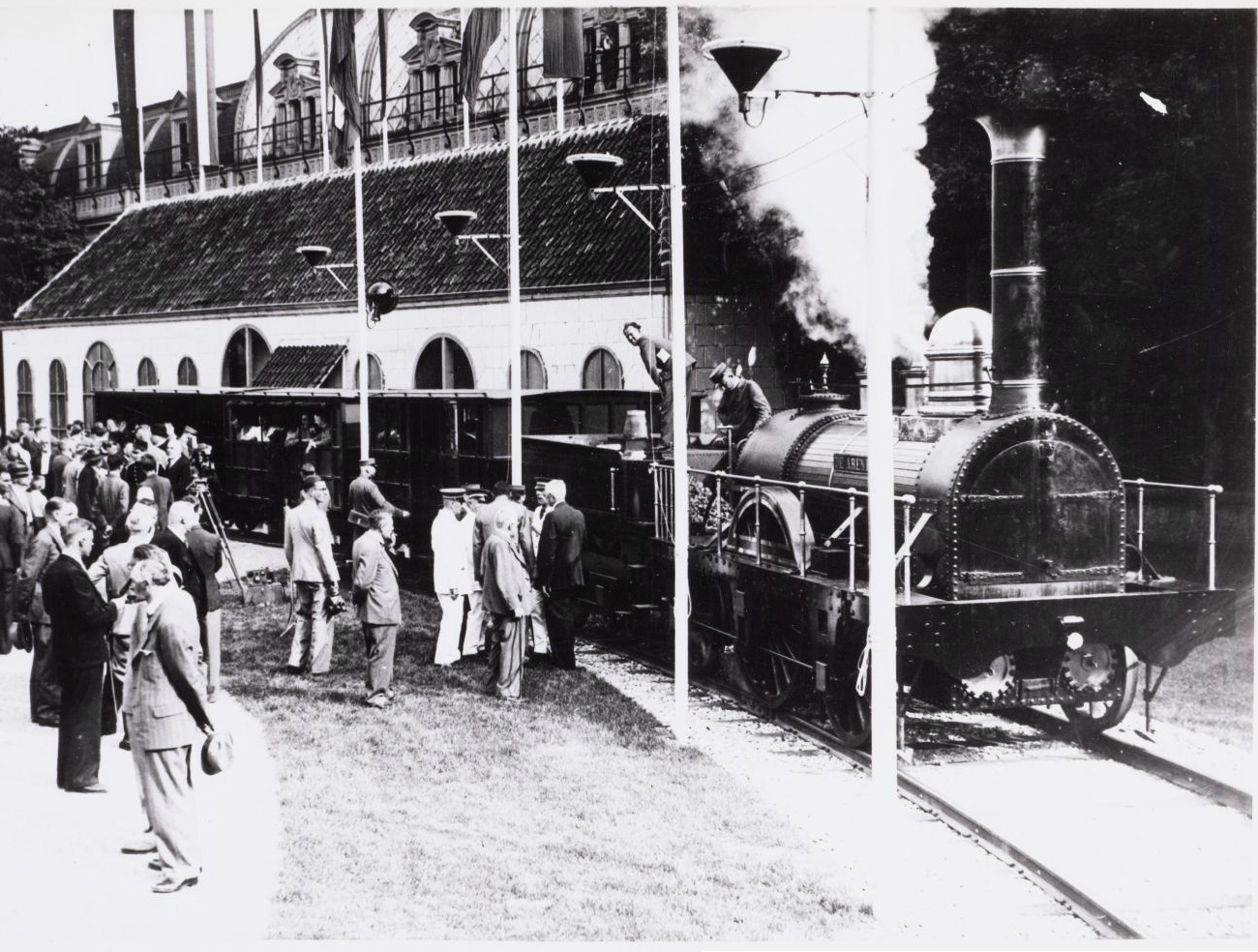
Tentoonstelling 'De Trein 1839-1939', op het Frederiksplein in 1939 met het nagebouwde station d'Eenhonderd Roe en replica van locomotief de Arend.
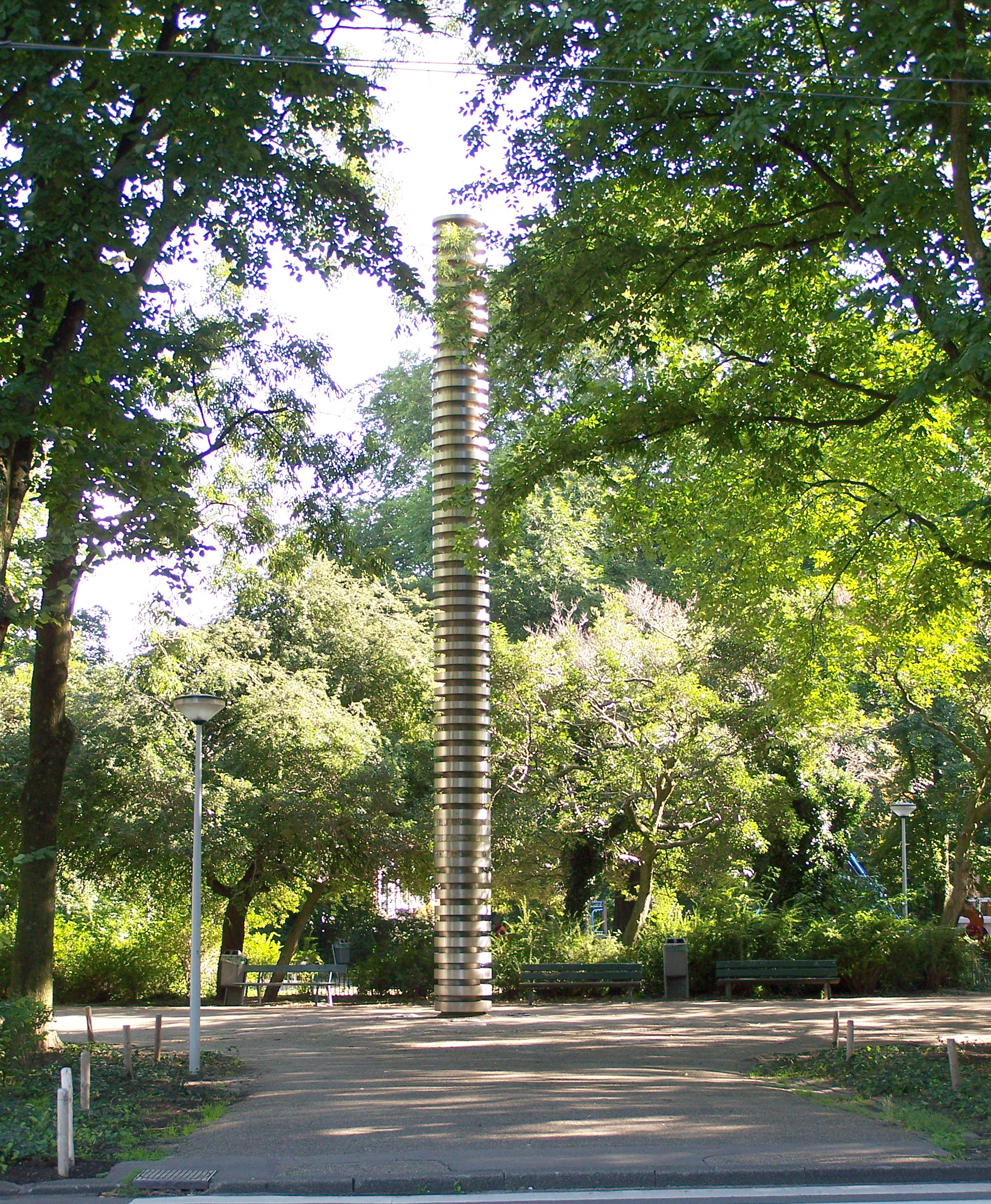
Het monument voor Anthony Winkler Prins; de bijnaam is 'Knakenpaal' (foto, 2008).
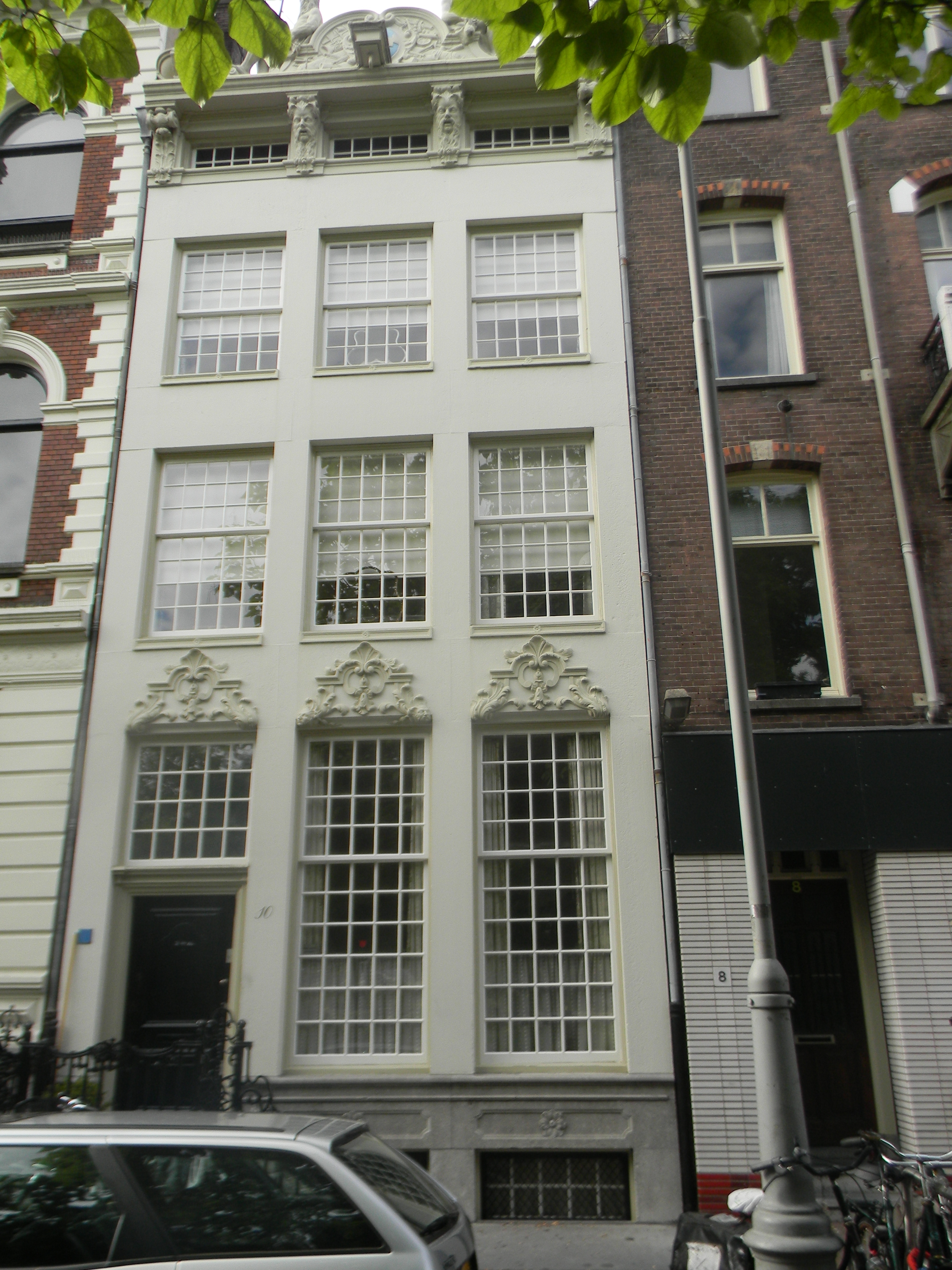
Frederiksplein 10 (foto, 2010).
Fietsers tussen de auto's op het Frederiksplein in 2023.